# استینا سگرستروم
استینا سگرستروم (انگلیسی: Stina Segerström؛ زادهٔ ۱۷ ژوئن ۱۹۸۲) بازیکن فوتبال اهل سوئد است.
از باشگاه‌هایی که در آن بازی کرده‌است می‌توان به باشگاه فوتبال کیف اوربرو دی‌اف‌اف اشاره کرد.
وی همچنین در تیم ملی فوتبال زنان سوئد بازی کرده‌است.